# Sanicula elata
Sanicula elata är en flockblommig växtart som beskrevs av Buch.-ham. och David Don. Sanicula elata ingår i släktet sårläkor, och familjen flockblommiga växter. Inga underarter finns listade i Catalogue of Life.